# Marko Livaja
Marko Livaja (Split, 26. kolovoza 1993.) hrvatski je nogometaš koji igra na položaju napadača. Igra za Hajduk Split. Bivši je hrvatski reprezentativac.

## Klupska karijera

### Mlađi uzrasti
Livaja je nogometnu karijeru započeo u niželigaškim klubovima GOŠK-u iz Kaštel Gomilice i Omladincu iz Vranjica. U ljeto 2008. godine dobio je poziv Dinama. No, prije nego što je bio registriran kao igrač Dinama, dobio je poziv Hajduka iz njegovoga rodnog grada – Splita. Na kraju je prešao u Hajduk. Početkom 2010. priključen je prvoj momčadi splitskog Hajduka. 

### Inter Milan
Kasnije tijekom 2010. godine Livaja je prodan Inter Milanu. Iduće godine Inter ga je posudio švicarskom Luganu. Nakon završetka posudbe posuđen je talijanskoj Ceseni tijekom ljeta 2011. godine. Svoj ligaški debi za Cesenu ostvario je 16. listopada 2011. godine protiv Fiorentine. Livaja je za Cesenu igrao u seniorskoj i juniorskoj momčadi.
U siječnju 2012. godine Cesena ga je djelomično prodala Interu za 2,25 milijuna eura. 
Svoj prvi nastup za prvu momčad Intera ostvario je u utakmici 1. kola sezone 2012./13. protiv Pescare, a prvu put je bio dio početnog sastava Intera za utakmicu protiv Rome u siječnju 2013. godine. Tijekom prve polovice sezone nastupao je u ukupno šest ligaških utakmica u kojima nije zabio pogodak. Livaja je više prilika dobio u europskim utakmicama u kojima je bio prvi izbor trenera Stramaccionija na položaju napadača za utakmice grupne faze UEFA-ine Europske lige 2012./13. protiv Rubin Kazanja, Partizana i Neftçi Bakua.
Svoj prvi pogodak za Inter postigao je protiv Rubina Kazanja, 20. rujna 2012. godine. Postigavši četiri pogotka u šest utakmica, Livaja je bio najbolji strijelac Intera u grupnoj fazi UEFA-ine Europske lige 2012./13. Inter je završio drugi u skupini H s 11 bodova, tri iza Rubina Kazanja.

### Atalanta
Dana 31. siječnja 2013. godine Livaja je posuđen Atalanti, te je Inter zadržao polovicu prava na registraciju Livaje. Inter je platio 1,5 milijuna eura kako bi otkupio dio ugovora od Cesene, ali je preprodao polovicu njegovih prava Atalanti za 2,5 milijuna eura kao dio dogovora oko Ezequiela Schelotta za 6 milijuna eura. Livaja je za Atalantu debitirao protiv Catanije 10. veljače 2013. godine, a prva dva pogotka postigao je u utakmici 26. kola protiv Rome.
Iz disciplinskih razloga u travnju je otpao s popisa momčadi za utakmicu Atalante protiv Sampdorije. U travnju su navijači Atalante dodijelili Livaji nagradu za najboljeg klupskog igrača za veljaču 2013. godine. Dana 7. svibnja, prije utakmice s Juventusom, Livaja je još jednom izbačen iz momčadi zbog kršenja discipline.

### Rubin Kazanj
Livaja je potpisao petogodišnji ugovor s Rubin Kazanjom 15. svibnja 2014. godine. Ruski klub za njega je platio do 6 milijuna eura. Dana 31. kolovoza 2015. godine Rubin Kazanj posudio je Livaju talijanskom prvoligašu Empoliju. Livaja je za Empoli zabio samo jednom u 18 utakmica od kojih je samo četiri igrao od prve minute. Taj jedini pogodak postigao je 22. studenoga u gostima protiv Fiorentine (2:2).

### Las Palmas
Dana 14. srpnja 2016. godine Livaja se potpisivanjem ugovora do lipnja 2020. godine pridružio španjolskom prvoligašu Las Palmasu Postigao je dva pogotka u svom klupskom debiju 22. kolovoza protiv Valencije koju je Las Palmas dobio 4:2. U Copa del Reyu debitirao je 10. siječnja sljedeće godine u uzvratnoj utakmici osmine finala protiv Atlético Madrida koji je izgubio susret 2:3.

### AEK Atena
Dana 1. srpnja 2017. godine Livaja je posuđen AEK-u, za iznos od 200 000 eura uz mogućnost kupnje za 1,8 milijuna eura tijekom ljeta 2018. godine. Debitirao je 25. srpnja 2017. godine u domaćem porazu od CSKA iz Moskve (0:2) u prvoj utakmici trećeg pretkola Lige prvaka.
Uprava AEK-a odlučila je na ljeto 2018. godine otkupiti Livaju koji je do tada bio na posudbi iz Las Palmasa, jer se dobro uklopio u momčad trenera Manola Jiméneza i postigao 10 pogodaka u 37 službenih utakmica AEK-a u svim natjecanjima. Potpisao je ugovor do ljeta 2021. godine, uz klauzulu o otkupu koja je iznosila 10 milijuna eura.
Nedugo zatim, neimenovana talijanska momčad, za koju se kasnije pokazalo da je Sampdoria, ponudila je 8 milijuna eura za hrvatskog napadača, no uprava AEK-a odbila je tu ponudu.
Dana 19. kolovoza 2020. godine AEK je odbio ponudu saudijske Al Wahde u iznosu od 4 milijuna eura, postavivši cijenu za Livaju na 8 milijuna eura. Francuski prvoligaši Rennes i Saint-Étienne također su izrazili interes za dovođenje Livaje. 
Dana 17. veljače 2021. godine Livaja je odbio potpisati produženje ugovora jer je proglašen viškom u prvoj momčadi.

### Hajduk Split
Istog dana kada mu je raskinut ugovor s AEK-om, Livaja se pridružio Hajduku do kraja sezone.
Dana 14. svibnja 2022. godine u utakmici 33. kola 1. HNL 2021./22. odigrane protiv Istre 1961, koju je Hajduk dobio 3:2, Livaja je postigao dva pogotka iz jedanaesteraca, svoj 26. i 27. pogodak u ligaškoj sezoni. Time je oborio klupski rekord za najboljeg strijelca u ligi koji je 87 godina ranije postavio Leo Lemešić.

## Reprezentativna karijera
Od 2008. do 2014. godine Livaja je nastupio ukupno 54 puta i zabio 24 pogotka za sve omladinske momčadi Hrvatske od 15 do 21 godine.
Dana 20. kolovoza 2018. godine, zbog odličnih nastupa u dresu atenskog AEK-a, izbornik Zlatko Dalić prvi put je priključio Livaju nacionalnoj vrsti za prijateljski nastup protiv Portugala (1:1) i okršaj UEFA-ine Lige nacija protiv Španjolske, koji je završio najvećim porazom Hrvatske u povijesti (0:6).
Dana 9. studenoga 2022. godine izbornik Zlatko Dalić uvrstio je Livaju na popis igrača za Svjetsko prvenstvo u Kataru 2022. godine. Na tomu je Svjetskom prvenstvu 27. studenoga Livaja postigao pogodak u utakmici protiv Kanade koja je završila pobjedom Hrvatske 4:1. Tim pogotkom Livaja je postao prvi igrač Hajduka koji je postigao pogodak za Hrvatsku na Svjetskom prvenstvu.
Od reprezentacije oprostio se 8. listopada 2023.

## Statistika

### Klupska statistika
Zadnji put ažurirano 10. studenog 2021.
| Klub             | Sezona    | Liga            | Liga    | Liga   | Kup     | Kup    | Europa  | Europa | Ukupno  | Ukupno |
| Klub             | Sezona    | Liga            | Nastupi | Golovi | Nastupi | Golovi | Nastupi | Golovi | Nastupi | Golovi |
| ---------------- | --------- | --------------- | ------- | ------ | ------- | ------ | ------- | ------ | ------- | ------ |
| Inter Milan      | 2012./13. | Serie A         | 6       | 0      | 0       | 0      | 7       | 4      | 13      | 4      |
| Inter Milan      | Ukupno    | Ukupno          | 6       | 0      | 0       | 0      | 7       | 4      | 13      | 4      |
| Cesena (posudba) | 2011./12. | Serie A         | 3       | 0      | 0       | 0      |         |        | 3       | 0      |
| Cesena (posudba) | Ukupno    | Ukupno          | 3       | 0      | 0       | 0      | 3       | 0      |         |        |
| Atalanta         | 2012./13. | Serie A         | 11      | 2      | 0       | 0      | 11      | 2      |         |        |
| Atalanta         | 2013./14. | Serie A         | 20      | 2      | 3       | 2      | 23      | 4      |         |        |
| Atalanta         | Ukupno    | Ukupno          | 31      | 4      | 3       | 2      | 34      | 6      |         |        |
| Rubin Kazanj     | 2014./15. | Premijer liga   | 11      | 0      | 2       | 1      | 13      | 1      |         |        |
| Rubin Kazanj     | Ukupno    | Ukupno          | 11      | 0      | 2       | 1      | 13      | 1      |         |        |
| Empoli (posudba) | 2015./16. | Serie A         | 17      | 1      | 0       | 0      | 17      | 1      |         |        |
| Empoli (posudba) | Ukupno    | Ukupno          | 17      | 1      | 0       | 0      | 17      | 1      |         |        |
| Las Palmas       | 2016./17. | La Liga         | 25      | 5      | 1       | 2      | 26      | 7      |         |        |
| Las Palmas       | Ukupno    | Ukupno          | 25      | 5      | 1       | 2      | 26      | 7      |         |        |
| AEK (posudba)    | 2017./18. | Grčka Superliga | 27      | 8      | 5       | 0      | 10      | 2      | 42      | 10     |
| AEK (posudba)    | Ukupno    | Ukupno          | 27      | 8      | 5       | 0      | 10      | 2      | 42      | 10     |
| AEK              | 2018./19. | Grčka Superliga | 25      | 7      | 8       | 4      | 5       | 1      | 38      | 12     |
| AEK              | 2019./20. | Grčka Superliga | 32      | 9      | 6       | 3      | 4       | 3      | 42      | 15     |
| AEK              | 2020./21. | Grčka Superliga | 16      | 3      | 0       | 0      | 7       | 2      | 23      | 5      |
| AEK              | Ukupno    | Ukupno          | 73      | 19     | 14      | 7      | 16      | 6      | 103     | 32     |
| Hajduk Split     | 2020./21. | 1. HNL          | 15      | 6      | 2       | 1      |         |        | 17      | 7      |
| Hajduk Split     | 2021./22. | 1. HNL          | 13      | 8      | 0       | 0      | 1       | 0      | 7       | 3      |
| Ukupno           | Ukupno    | Ukupno          | 28      | 14     | 2       | 1      | 1       | 0      | 24      | 10     |
| Sveukupno        | Sveukupno | Sveukupno       | 221     | 51     | 27      | 13     | 34      | 12     | 275     | 70     |

## Priznanja

### Individualna
- Član momčadi sezone Grčke Superlige: 2017./18., 2019./20.
- Igrač sezone Grčke Superlige: 2019./20.[39]
- Najbolji igrač Prve HNL/HNL u izboru kapetana klubova Prve HNL: 2021.,[40] 2022., 2024.
- Hajdučko srce: 2021./22.
- Najbolji igrač Prve HNL, Žuta majica Sportskih novosti: 2022., 2023.
- Trofej Nogometaš – Najbolji igrač Prve HNL/HNL: 2021./22.,[41] 2022./23.,[42] 2024./25.[43]
- Trofej Nogometaš – Najbolja momčad godine Prve HNL/HNL: 2021./22.,[41] 2022./23.,[42] 2024./25.[43]
- Najbolji strijelac Prve HNL u sezoni 2021./22., s postignutih 28 pogodaka u 34 prvenstvena nastupa.
- Najbolji strijelac Prve HNL u sezoni 2022./23., s postignutih 19 pogodaka u 34 prvenstvena nastupa.
- Najbolji strijelac Prve HNL u sezoni 2024./25., s postignutih 19 pogodaka u 35 prvenstvena nastupa.
- 2024. Odlukom predsjednik Republike Hrvatske Zorana Milanovića odlikovan je Redom Danice hrvatske s likom Franje Bučara: "Za izniman uspjeh hrvatske nogometne reprezentacije, doprinos sportu i međunarodnom ugledu Republike Hrvatske te osvajanju 3. mjesta na 22. Svjetskom nogometnom prvenstvu u Državi Katru" [44]
- Igrač mjeseca HNL-a: kolovoz 2024., rujan 2024., listopad 2024., veljača 2025.[45][46][47][48]
- Gol mjeseca HNL-a: prosinac 2024., veljača 2025.[49][48]
- Igrač sezone HNL-a: 2024./25.[50]
- Momčad sezone HNL-a: 2024./25.[50]
- Gol sezone HNL-a: 2024./25.[50]

### Klupska
Inter Primavera
- NextGen Series: 2012.
- Campionato Nazionale Primavera: 2012.

AEK
- Grčka Superliga: 2017./18.

### Reprezentativna
Hrvatska
- Svjetsko prvenstvo: 2022. (3. mjesto)[51]

## Zanimljivosti
- Splitski glazbeni sastav Disconnect snimio je pjesmu Marko Livaja.[52]

## Vanjske poveznice
- Profil, ESPN (engl.)
- Profil, Hajduk Split
- Profil, Hrvatski nogometni savez
- Profil, Soccerway (engl.)
- Profil, Transfermarkt (engl.)